# Flora Borsi
Flora Borsi (* 1993 in Ungarn) ist eine ungarische Fotokünstlerin.

## Werk
Flora Borsi nutzt exquisite Fotomanipulationen zur Produktion von surrealen Bildern, die sich thematisch mit Identität, Beziehungen, Emotionen und Träumen auseinandersetzen. In ihren Arbeiten beschäftigt sie sich oftmals mit dem weiblichen Körper, häufig handelt es sich um surreal anmutende, fototechnisch verfremdete Selbstbildnisse.

## Ausstellungen (Auswahl)
- Einzelausstellung im Nivelco Trade Center, Budapest, Ungarn, 2012
- Einzelausstellung im Museum Of Photography and New Media (MONA) in Detroit, USA, 2014
- Einzelausstellung "Pieces of my mind", ART350 Gallery in Istanbul, Türkei, 2014
- Gruppenausstellung "Continental Shift", Saatchi Gallery, London, Großbritannien, 2014
- Gruppenausstellung "Flesh", Leontia Gallery, London, UK, 2014
- Gruppenausstellung "Trierenberg Super Circuit's Best Works", Linz, Österreich, 2014
- Gruppenausstellung "Grand Opening" at Mono Art & Design, Budapest, Ungarn, 2014
- Gruppenausstellung "A World of Circus Art Exhibition", Toronto, Kanada, 2014
- Einzelausstellung Kaptár, Budapest, Ungarn, 2015
- Gruppenausstellung "International Biennial of Photography, Fotografica Bogota by Foto MUSEO", Bogotá, Kolumbien, 2015

## Auszeichnungen
- Images for Earth Fifth International Edition, Drawing Contest 2002 - 3. Preis
- 2008 National Photography Award, 2008 - 1. Preis
- PictureCompete International Photography Award "The Family", 2012 - Würdigung
- Trierenberg Super Circuit - International Photography Award, 2014 - Gold medal of excellence
- World of Circus International Art Contest, 2014 - Finalist in drei Kategorien